# Centrotypus flexuosa
Centrotypus flexuosa är en insektsart som beskrevs av Fabricius 1794. Centrotypus flexuosa ingår i släktet Centrotypus och familjen hornstritar. Inga underarter finns listade i Catalogue of Life.